# Amouda
Amouda, ou Amûdê en kurde (en arabe : عامودا), est une ville située au Kurdistan occidental en Syrie.

## Géographie
En 2004, la population est de 26 821 personnes en 2004. Le district compte 156 villages et environ 75 000 habitants. Entre 90 et 95 % de la population est composée de Kurdes, dont une importante communauté yézidi. Les 5 à 10 % restants comprennent une communauté arabe et des communautés chrétiennes syriaques (en) et assyrienne.

## Histoire
L'existence d'un peuplement urbain est attestée dans la région de la ville actuelle dès l'époque du règne du roi assyrien Salmanazar Ier (1274–1245 ou 1265–1235 av. J.-C.). 

### Histoire contemporaine

#### Sous le mandat français
Dans un premier temps, au début du mandat français en Syrie et au Liban, les notables kurdes citadins et les notables chrétiens se partagent la gestion des affaires de la ville et du district. La ville est alors majoritairement peuplée de Chrétiens syriaques. 
Mais les tensions entre les communautés croissent dans la ville d'Amouda. Lors de la préparation des élections législatives de 1936, un foyer partisan des nationalistes syriens se forme à Amouda et dans les villages environnants. Le chef kurde Saïd Agha et des cheikhs musulmans se lancent dans une propagande antichrétienne à l’encontre des syriaques orthodoxes d’Amouda. En 1937, les chrétiens demandent aux officiers français de les protéger. Vu la passivité des Français, Saïd Agha et consorts attaquent le quartier chrétien d’Amouda le 9 août 1937 et déclenchent un massacre de la population chrétienne. L’intervention de quelques chefs kurdes autonomistes permettra aux chrétiens d’Amouda de fuir la ville et de se réfugier à Qamichli. Dans les années suivantes, l'afflux de réfugiés kurdes en provenance de Turquie et le départ continu des Chrétiens de la ville rendent Amouda presque totalement kurde, alors qu'elle était encore à majorité syriaque dans les années 1920.

##### La «capitale» dunationalisme kurde
Au cours des années 1930, la ville d'Amouda commence à être considérée comme la « capitale » du nationalisme kurde. En effet, alors que les intellectuels kurdes établis à Damas et les chefs tribaux de la Jazîra travaillent en collaboration avec les autorités mandataires, une deuxième génération de nationalistes kurdes s’est formée notamment dans la ville et ses environs, en dépit de sa taille modeste (3 540 habitants en 1938). La ville bénéficie en particulier d'une forte communauté kurde établie dans la région avant l’arrivée des Français et des réfugiés chrétiens. L'idée suivant laquelle la Haute Jazîra fait partie intégrante du Kurdistan y est donc implantée depuis longtemps. En outre, la ville est un centre religieux important, grâce à ses écoles coraniques où l’on apprend les classiques kurdes et où l’on soutient les efforts de renaissance culturelle réalisés par les intellectuels nationalistes à Damas. 
Le terrain est ainsi favorable à l'éclosion d'une jeune génération de nationalistes kurdes, comme le poète Cigerxwîn. En 1938, celui-ci fonde le mouvement « Jeune Kurde » (Ciwan Kurd). L'organisation tente d’encadrer intellectuellement la jeunesse kurde : on y enseigne l’histoire kurde, la poésie patriotique, des marches militaires. Les membres de « Jeune Kurde » défilent, en uniforme rouge, dans les rues d’Amouda arborant le drapeau kurde. En raison des réticences des chrétiens d’Amouda et de celles des agents français, qui craignent une montée du nationalisme kurde et par-là même une intervention de la Turquie en territoire syrien, le groupe « Jeune Kurde » est interdit en 1939.

#### L'incendie du cinéma (13 novembre 1960)
Le 13 novembre 1960, le sous-préfet de la ville d'Amûdê, un Kurde de Damas nommé Bavę Şęrgo, annonce dans les écoles la projection d'un film traitant de la guerre d'Algérie. Il ordonne à tous les élèves de l'école primaire de se rendre à la projection, affirmant que tous les bénéfices seront envoyés en soutien à la révolution algérienne. La salle de cinéma d'Amûdê étant très petite, le film est projeté trois fois de suite. Lors de la dernière séance, alors que près de 400 élèves son entassés dans la petite salle, l'appareil de projection prend feu. L'incendie se propage aux rideaux, aux murs et aux portes. Ni le cinéma ni la ville ne disposent alors de la moindre infrastructure de lutte contre le feu. 152 enfants périssent dans l'incendie. La ville restera profondément traumatisée,,.
Les causes de l'incident ne seront jamais élucidées. Aucune enquête ne sera menée, ni par le gouvernement syrien, pour qui il s'est agi d'un simple accident,  ni par aucun organisme indépendant. De leur côté, les milieux nationalistes kurdes affirment que l'incident a été intentionnel et planifié, dans le but de terroriser la population. Amûdê est effectivement considérée alors comme la ville de Syrie dans laquelle le mouvement national kurde est le plus développé et où son potentiel est le plus important. En effet, sa population est composée en majorité de familles kurdes qui ont fui la répression des révoltes des années 1920 et 1930 au Kurdistan de Turquie. De plus, les organisations nationalistes kurdes des années 1930, comme le Khoybûn ou le Ciwan kurd, autrefois solidement implantées à Amûdê, y ont laissé des traces,. 
Selon ses tenants, la thèse de l'incendie intentionnel est renforcée par le contexte politique de 1960, marqué par une recrudescence de la répression menée par l'État syrien sur les Kurdes. Ainsi, en été 1960, de nombreux militants du Parti démocratique du Kurdistan de Syrie ont été arrêtés et torturés. Le 3 décembre, un mois à peine après l'incendie, tous les dirigeants de ce parti sont jugés et condamnés,,.

#### Guerre civile syrienne
La ville est prise sans combat par les Unités de protection du peuple en 2012.

## Personnalités
- Zoro Mettînî (1949), peintre et sculpteur vivant à Berlin depuis 1976.
- Helîm Yûsiv (1967), écrivain et avocat kurde, auteur notamment du roman Sobarto, consacré à la vie quotidienne et à l'histoire récente de la ville.
- Ehmedê Huseynî (1955), poète et écrivain kurde.
- Abdel Basset Sayda (1956), universitaire, homme politique et dissident, cofondateur du Conseil national syrien et président de celui-ci du 9 juin au 9 novembre 2012.
- Mahmoud Dahoud (1996), footballeur professionnel vivant en Allemagne.
- Ahmad Chikh Mousa (2000), célèbre kickboxer kurde au sein du Glory (kick-boxing)